# Брайес
Брайес (итал. Braies) — коммуна в Италии, располагается в области Трентино-Альто-Адидже, в провинции Больцано.
Население коммуны составляет 655 человек (2008 г.), плотность населения составляет 7 чел./км². Занимает площадь 89 км². Почтовый индекс — 39030. Телефонный код — 0474.
Приходские храмы: Храм святого Вита.

## Демография
Динамика населения:

## Администрация коммуны
- Официальный сайт: http://www.comune.braies.bz.it/